# Výbuch prachovny v Grenelle

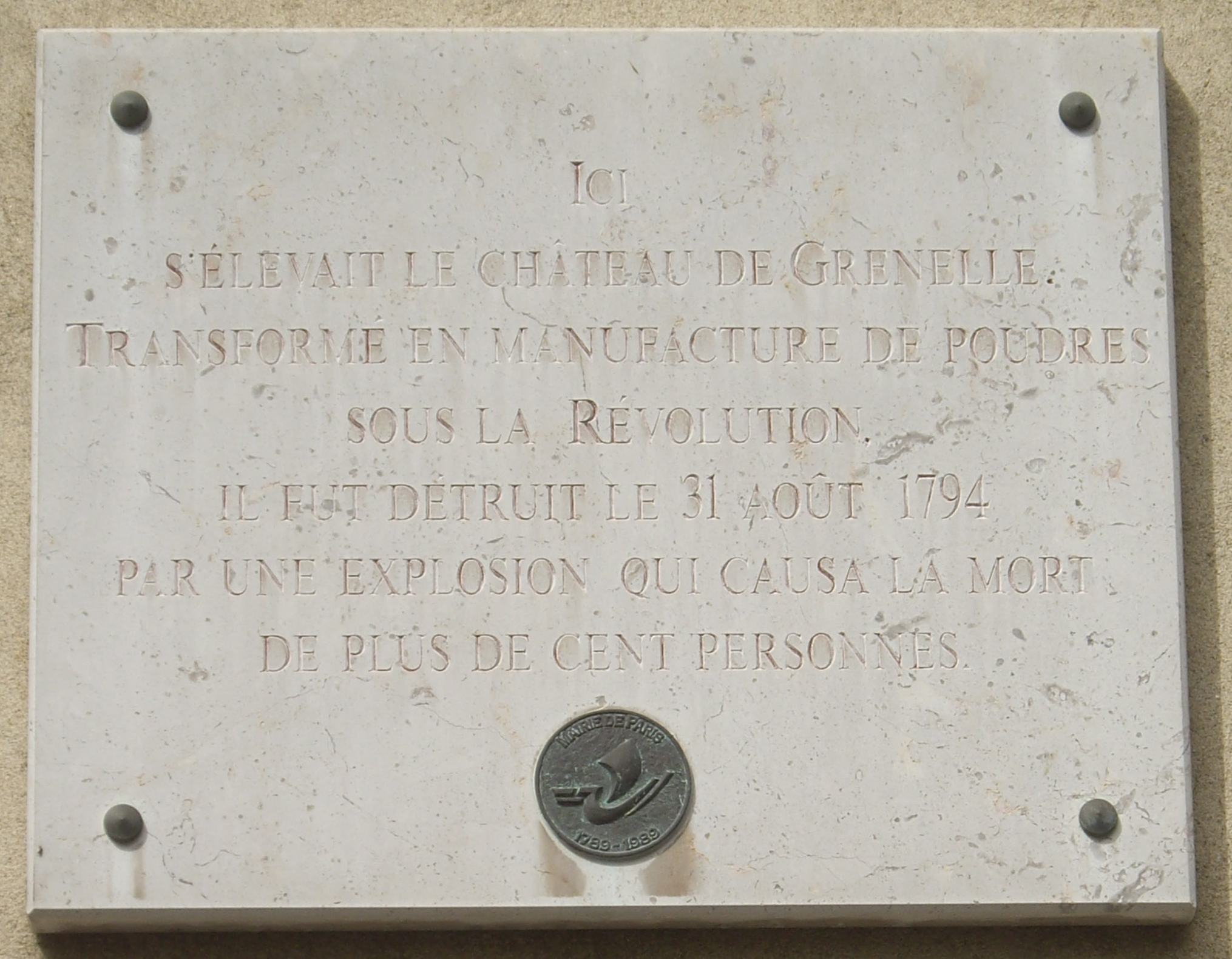
Pamětní deska na Place Dupleix

Výbuch prachovny v Grenelle byla exploze, ke které došlo v Paříži dne 31. srpna 1794 v Grenelle.

## Historie
Vyhláškou ze dne 29. ledna 1794 Výbor pro veřejné blaho povolil přeměnu zámku Grenelle a přilehlých budov na výrobnu střelného prachu. Z bezpečnostních důvodů byly okolní budovy vyvlastněny a strženy.
V prachovně pracovalo dva tisíce dělníků. Dne 31. srpna 1794 v 7:15 explodovalo 30–150 tun prachu uloženého ve skladišti. Tři silné detonace zničily zámek a okolní budovy a rovněž klášter vizitantek v Chaillot na druhém břehu Seiny. Tehdejší ředitel prachovny Jean-Antoine Chaptal uvedl téměř tisíc úmrtí. V zahraničí se uvádělo až 1500 obětí s cílem poškodit revoluční Francii. Při pozdějších výzkumech v historických pramenech bylo nalezeno 536 mrtvých. Celkový počet obětí se odhaduje na 1360, z čehož necelá polovina zemřelo.
Exploze zničila rovněž mnoho oken a poškodila vitráže mnoha kostelů.